# Игуманија Петра (Петровић)
Петра Петровић (Прибој, код Лопара, 10. октобар 1959) православна је монахиња је и игуманија Манастира Ћириловца.

## Биографија
Игуманија Петра (Петровић) рођена је 10. октобара 1959. године у Прибоју, код Лопара (Република Српска) од побожних и честитих родитеља.
Ступила је у Манастир Дужи код Требиња 5. марта 1971. године. У истом манастиру замонашена је у чин расе 12. јула 1984. године од стране епископа Владислава Митровића. Замонашена је у чин мале схиме у Манастиру Светог Кирила и Методија 20. фебруара 2007. године од стране митрополита црногорско-приморског Амфилохија Радовића.
За игуманију Манастира Светог Кирила и Методија код Колашина постављена је 10. јуна 2009. године.